# Bijeljina
Bijeljina je grad i središte istoimene općine u sjeveroistočnom dijelu Republike Srpske, BiH.

## Zemljopis
Bijeljina je općinski centar ravne Semberije i blagog podbrđa Majevice. Nalazi se pri samom jugozapadnom završetku Semberije gdje ova ravnica počinje prelaziti u blago valoviti brežuljkasti predjel počevši od brda Obriježa. Prostor općine Bijeljina zahvaća 734 četvornih kilometara. Općina Bijeljina s juga i zapada graniči s općinama Brčko, Lopare, Ugljevik, Zvornik, na sjeveru s rijekom Savom te Drinom na istoku, tako da zauzima krajnji sjeveroistok Bosne i Hercegovine.

### Klimatski uvjeti
Bijeljinu obilježava umjerena kontinentalna klima s godišnjom osunčanošću 1800-1900 sati i umjerenom oblačnošću koja je najveća u siječnju, veljači i studenom, a najmanja u lipnju, srpnju i rujnu. Srednja vrijednost mraznog zraka iznosi 163 dana i traje od listopada do travnja. Najviše je padalina u svibnju i lipnju, a najmanje u ožujku i rujnu, tako da je prosječni iznos padalina oko 850 mm/m. U prosjeku snijeg se zadržava 40 dana godišnje. Srednja srpanjska temperatura iznosi 22 stupnjeva, siječanjska -1, dok je srednja godišnja temperatura oko 11 stupnjeva. Relativna vlažnost zraka iznosi 70-80%.

### Vodni tokovi
Bistrik je vodni tok koji teče od sela Dvorovi do ušća u drugi bijeljinski vodni tok Dašnicu, malo prije ušća u Savu kod uzvišenja Visoc. Bistrik predstavlja u stvari jedan presušeni rukavac Drine. Druga rječica u općini Bijeljina je Dašnica koja skuplja male potočiće iz niskog podbrđa Majevice. Danas su ovi vodni tokovi kroz ravnicu Semberiju skoro presušili zbog meliorizacije i prosijecanja kanala Dašnica, koji s dva račvanja ide od Janje do Gornjeg Crnjelova i približno označava granicu ravne Semberije. Južnom granicom općine Bijeljina teku rječica Tavna i rijeka Janja koja ima dužinu od 57 kilometara, te površinu sliva od oko 300 kvadratnih kilometara i protječe kroz tri općine Semberije i Majevice.
Čuvene su ljekovite toplice Dvorovi u selu Dvorovi šest kilometara od Bijeljine. U sklopu lječilišta izgrađen je i otvoreni bazen, olimpijskih razmjera koji se puni termalnom i pitkom vodom. Termalna voda toplica Dvorovi, čija je temeperatura viša od 38 stupnjeva C, tretira se kao hipertermalna voda i pomaže u liječenju raznih kožnih bolesti, nekih oblika čireva i postreumatskih stanja. Izvanredne uvjete za kupanje i ribolov pruža desna obala Drine, pred njen utok u Savu.

### Geološki postav
U geološkom smislu ravna Semberija je nekada bila dio Panonskog mora (Paratetis) koje je trajalo od početka miocena oko 30 milijuna godina, i presušilo je tijekom ledenih doba. Današnji izgled ravnice je rezultat rada erozija tijekom ledenih doba i naročito riječnih naplavina - fluvijalne erozije. Brežuljci su rezultat marinsko-jezerskih sedimenata, za razliku od Majevice koja je flišni dinarid. U Semberiji, koja predstavlja ravnu naplavinu rijeke Drine, prevladava plodna crnica i degradirani černozjom, a dijelom i ritska crnica i riječni nanosi.

## Stanovništvo
Po posljednjem službenom popisu stanovništva iz 1991. godine, općina Bijeljina imala je 96.988 stanovnika, raspoređenih u 60 naselja.
| Stanovništvo općine Bijeljina |                 |                 |                 |
| godina popisa                 | 1991.           | 1981.           | 1971.           |
| Srbi                          | 57.389 (59,17%) | 56.029 (60,37%) | 60.595 (69,78%) |
| Muslimani                     | 30.229 (31,16%) | 24.282 (26,16%) | 23.343 (26,88%) |
| Hrvati                        | 492 (0,50%)     | 500 (0,53%)     | 806 (0,92%)     |
| Jugoslaveni                   | 4.426 (4,56%)   | 8.200 (8,83%)   | 747 (0,86%)     |
| ostali i nepoznato            | 4.452 (4,59%)   | 3.797 (4,09%)   | 1.335 (1,53%)   |
| ukupno                        | 96.988          | 92.808          | 86.826          |

#### Bijeljina (naseljeno mjesto), nacionalni sastav
| Bijeljina          |                 |                 |                 |
| godina popisa      | 1991.           | 1981.           | 1971.           |
| Muslimani          | 19.024 (52,24%) | 15.015 (48,24%) | 14.929 (60,29%) |
| Srbi               | 10.450 (28,69%) | 7.866 (25,27%)  | 7.630 (30,81%)  |
| Hrvati             | 366 (1,00%)     | 409 (1,31%)     | 677 (2,73%)     |
| Jugoslaveni        | 3.452 (9,47%)   | 6.028 (19,36%)  | 637 (2,57%)     |
| ostali i nepoznato | 3.122 (8,57%)   | 1.806 (5,80%)   | 888 (3,58%)     |
| ukupno             | 36.414          | 31.124          | 24.761          |

Prema knjigama 1910. zapisano je u župi Bijeljina 1 616 katolika. Osim Hrvata, bijeljinski katolici bili su Mađari, Austrijanci i drugi. U župi je 1937. bilo čak 2 400 katolika. Službeni popis iz 1959. bijeljinska župa imala je 800 katolika. Neposredno pred rat 1991. bilo je oko tog broja, a danas ih ima svega stotinjak.
Prema podacima od prije nekoliko godina, u bijeljinskoj župi ima oko 100 Hrvata iz župe Prečistog srca Marijinog, te oko 90 Slovaka okupljenih oko Slovačke evangelističke crkve. Bijeljinski Slovaci imaju Udruženje Slovaka "Juraj Janošik". Doselili su nakon austro-ugarskog zaposjedanja i danas ovdje živi šesta generacija Slovaka. Listopada 2009. slovački evangelici posvetili su svoju crkvu, prvu i trenutno jedinu evangelističku crkvu u BiH.
Godine 1885. u većem se broju u Bijeljinu doseljavaju Nijemci. Preseljeni su u drugom svjetskom ratu i malobrojni su ostali. Komisija za očuvanje nacionalnih spomenika BiH na sjednici početkom studenoga 2014. proglasila je Novo Selo za nacionalni spomenik BiH, treći na području Bijeljine.

## Naseljena mjesta
Amajlije, Balatun, Banjica, Batar, Batković, Bijeljina, Bjeloševac, Brijesnica, Brodac Donji, Brodac Gornji, Bukovica Donja, Bukovica Gornja, Crnjelovo Donje, Crnjelovo Gornje, Čađavica Donja, Čađavica Gornja, Čađavica Srednja, Čardačine, Čengić, Ćipirovine, Dazdarevo, Dragaljevac Donji, Dragaljevac Gornji, Dragaljevac Srednji, Dvorovi, Glavičice, Glavičorak, Glogovac, Gojsovac, Golo Brdo, Hase, Janja, Johovac, Kacevac, Kojčinovac, Kovanluk, Kriva Bara, Krušik, Ljeljenča, Ljeskovac, Magnojević Donji, Magnojević Gornji, Magnojević Srednji, Međaši, Modran, Novo Naselje, Novo Selo, Obrijež, Ostojićevo, Patkovača, Piperci, Popovi, Pučile, Ruhotina, Suho Polje, Triješnica, Trnjaci, Velika Obarska, Velino Selo, Vršani, Zagoni i Zovac.
Poslije potpisivanja Daytonskog mirovnog sporazuma, općina Bijeljina je u cjelini ušla u sastav Republike Srpske.

## Povijest
Popis kustodija bosanske vikarije od Bartula Pizanskog, nastao prije 1378. godine spominje Franjevački samostan u Bijeljini, među osam samostana u mačvanskoj kustodiji spominje samostan u Bijeljini (Biblina), a 1389. spominje Locum de Bilina. Spominje se i samostan Svete Marije u Polju, kao i u popisu 1514., bez točne ubikacije. Prema tome je Bijeljina prije osmanskog doba bila zasebna župa čije je sjedište bila crkva, odnosno samostan.
Bijeljina je grad u sjeverozapadnom dijelu Bosne i Hercegovine, a prvi se put spominje 1446. godine. Od Zvornika je kroz Bijeljinu prolazila srednjovjekovna cesta koja je išla prema Mačvi, Mitrovici i Hoku. 14. stoljeću pripadaju trinaest stećaka, od kojih su dva dekorirana, a na četiri se nalaze fragmentarno čitljivi napisi. U zaselku Mitrovićima, selo Gornji Dragaljevac, tri su stećka na dva lokaliteta, od kojih jedan ukrašen motivima biljne stilizacije i prikazom životinje te je prenesen na zgradu dragaljevačke osnovne škole.
Bila je u sastavu Srebreničke banovine.
Starina ovdašnje ikavice izvorna je i u obližnjoj Vlasenici, kako nam indicira toponim lokaliteta Sikira. U povijesti se Bijeljina spominje još kao Bibtina, Belina, Biljena, Bjelina i Četvrtkovište (sjedište nahije 1533. godine), a ime Bijeljina ustalilo se u 17. st. Osmanski popis zvorničkog sandžaka iz 1548. godine spominje se selo Bili Potok koje danas ne postoji, a onda je bilo u sastavu timara Murata, hatiba i imama u tvrđavi Srebreniku jedno selište (mezra) u korajskoj nahiji na kojem se nalazila „crkva Sv. Marije“. Danas postoji potok Bijela ili Bijela Rijeka čije korito je istočno od samog Koraja s njegove istočne strane. Sasvim je izvjesno da je u dolini tog potoka kod Koraja postojalo selo Bili Potok, u čijoj se blizini nalazila crkva, odnosno samostan „Sv. Marije“. U tursko doba župa Bijeljina pripadala nahiji Koraj. Godine 1634. dokumenti ga spominju kao sjedište kadiluka, sve u Zvorničkom sandžaku. S osmanskom vlašću Bijeljina i okolica gube katoličko pučanstvo iseljavanjem i progonom hrvatskog puka (1463. – 1878.), a konačni pad pod Osmanlije bio je 1512. Dokument iz 1623. godine, izvješće provincijala fra Marijana Pavlovića, tj. bosanskih franjevaca fra Jure iz Neretve i fra Pavla Papića, spominje župu Balatino koja pripada samostanu Olovo. Bečki rat 1683. – 99. ostavio je trag u iseljavanju katolika ali i pravoslavaca iz Bijeljine. Ljeta 1687. iz dunavsko-savskog međurječja Mitrovice, Rume, Iriga, Petrovaradina, Karlovaca te Rače, Moravića, Nimaca, Grgurevaca, Čerevića, Bonštara, Iloka i okolice, zatim Sotina i Vukovara, veliki broj muslimana zbog poraza osmanske države odlazi iz tih područja i naseljava pusta područja koja su napustili katolici i pravoslavci u Bosni, među ostalim i Bijeljine.
Za razdoblja austrijske okupacije i u ratu 1876. godine, grad je iznimno nastradao. 
Spomen na srednjovjekovnu crkvu očuvao se u dijelu naselja zvanom Varoš (Janja) te u toponimu. Na Crkvištu, u selu Obrijež, istočno od groblja, bila je "madžarska" crkva. Vlasnik zemljišta Hadžibeg Hurembegović dopustio je da se zidovi te crkve sruše i kamen uzida u temelje nove pravoslavne crkve koja se gradila 1882. u Janji. Još i danas se može prepoznati zidove stare crkve. Imenik klera i župa za 1885. s podatcima iz 1884. spominje naselje Bjelinu s 484 katolika u župi Brčki. Iste godine odvaja se župa Bijeljina od župe Brčko, a je zaštitnik župe bio je sv. Stjepan Kralj.
1903., obnovljena je katolička župa u Zvorniku, odvajanjem nekih župa od bijeljinske župe. 
1914. je godine u Bijeljini sagrađena župna crkva Prečistog Srca Marijina.
Tijekom prvoga svjetskog rata bijeljinski kraj gubi katolike Hrvate.
Semberija je poprište borbi, odakle je Austro-Ugarska napala Srbiju. Poslije pobjede na Ceru, srpske snage izbile su na Drinu i Savu. Po planu Vrhovnog zapovjedništva, radi preduhitrenja nove austro-ugarske ofenzive, savezničkih zahtjeva za ofenzivu radi rasterećenja ruskog fronta a prije svega radi ispunjenja svojih velikodržavnih planova, Srbija je razradila napadni plan. Austrijski general O. Potiorek je grupirao je 5. armiju (8. i 13. korpus, zapovjednika general L. Franka) na Savi i donjem toku Drine od Srijemske Mitrovice do sela Batara. Sa srbijanske strane, od ušća Drine do Lešnice, našle su se 2. armija - Moravska I, Kombinovana I, Timočka II, pod zapovjedništvom generala Stepana Stepanovića.
U drugom svjetskom ratu došla je pod NDH. Bila je sjedište kotarskoj oblasti Bijeljine, u velikoj župi Posavju. Vojno je bila pod nadležnošću 2. domobranskog zbora.
Godine 1937. Bijeljina je imala 2400 katolika. U posljednjem predratnom popisu 1991. župa Bijeljina imala je oko tisuću vjernika.
U drugom svjetskom ratu dolazi novi val iseljavanja i progona Hrvata.
Godine 1952. župa u Bijeljini dobila je novog zaštitnika, Prečisto Srce Marijino. Danas toj župi pripadaju naselja Bijeljina, Modran, Sapna i filijalna ispostava Zvornik.
2012. izmjerena je najniža temperatura u Bijeljini ikad: -26,6 Celzijevih stupnjeva.
U srpskom pohodu na Bosnu 1990-ih mnogi su katolici izbjegli. Kraj nije trpio rušenja u ratu, ali je bilo mnogo progona. Srpske snage okupirale su Bijeljinu 1992., župnik je prognan, a crkva i župna kuća opljačkane. Danas katolici u Bijeljini žive u teškim uvjetima. Oni koji su izbjegli za rata ni danas se ne žele vratiti, dok oni koji žele nemaju uvjeta za to. Glavni je razlog što ne mogu naći posao i nema se od čega živjeti, pa su ovdje samo umirovljenici. Sveukupno je danas na bijeljinskom području oko 80 katoličkih obitelji. Točan broj Hrvata katolika teško je utvrditi zbog mnoštva miješanih brakova i mnoštva nekrštene djece. Jedina pouzdana brojka je broj katoličkih obitelji čije kuće župnik obiđe za vrijeme blagoslova. Tu se pak radi o većinom starijim ljudima i samcima. Općina pomaže oko obnove crkve, ali ta pomoć nije dostatna. Hrvatski političari iz BiH malo pomažu ovom kraju, jer ovdje imaju malo potencijalnih birača i ne mogu osvojiti mnogo glasova. Bijeljinske su katolike jedino posjetili potpredsjednik RS-a iz reda hrvatskog naroda Davor Čordaš, hrvatski konzul, i poneki strani veleposlanik. Ipak, mala i hrabra zajednica vjernika daje nadu u napredak i rast župe. Župu Bijeljinu danas poslužuje župnik mons. Mijo Perić.

## Poznate osobe
- Savo Milošević, nogometaš
- Mehmed Meho Hanusic profesor i muzicki pedagog
- Mirko Ilić, dizajner
- Dejan Mijač, kazališni redatelj
- Filip Višnjić, narodni pjesnik
- Rodoljub Roki Vulović, pjevač i profesor
- Rodoljub Čolaković, revolucionar, književnik i političar, narodni heroj
- Cvijetin Mijatović, predsjednik Predsjedništva Jugoslavije, narodni heroj
- Ivan Knežević (knez Ivo od Semberije), vojna osoba[13]
- Milenko Atanacković, slikar i likovni pedagog
- Stevica Krajinović, operni pjevač
- Elez Dervišević, najmlađi vojnik Prvog svjetskog rata
- Fadil Jahić Španac, narodni heroj
- Veljko Lukić Kurjak, narodni heroj
- Mustafa Hadžigrabčanović, pjesnik
- Milivoje Mlađenović, pisac
- Salih Alić, pjesnik
- Almira Osmanović, hrvatska balerina i glumica
- Srđan Vuletić, redatelj i scenarist
- Husref Musemić, nogometaš i nogometni trener
- Duško Kondor, borac za ljudska prava i suosnivač Helsinškog komiteta za ljudska prava BiH
- Lazar Manojlović, pisac, novinar, prosvjetni radnik i borac za ljudska prava
- Ljiljana Rikić, filantropkinja, nositeljica ordena Križa milosrđa[14][15]
- Faruk Buljubašić Fayo, hrvatski tekstopisac
- Hamza Hamzić, narodni heroj
- Fedor Hanžeković, hrvatski filmski redatelj i scenarist
- Jasmin Milić, hrvatski teolog i biskup Protestantske Reformirane Kršćanske crkve u Hrvatskoj

## Obrazovanje
Prvu pismenost Semberci su ranije stjecali po manastirima. 1838. u Bijeljini je otvorena prva osnovna škola konfesionalnog tipa. Od 1992. Bijeljina ima i visokoškolske ustanove - Višu školu za vanjsku trgovinu i Učiteljski fakultet, koje pohađaju studenti iz cijele Bosne i Hercegovine i Srbije.
Pored gimnazije 'Filip Višnjić' i srednje glazbene škole, u Bijeljini postoji Poljoprivredni srednjoškolski centar, srednja tehnička škola (s elektrotehničkim i strojarskim smjerovima), ekonomska i građevinska škola.
Poslije Drugog svjetskog rata promijenjen je školski sustav, tako da je 1951. otvorena prva osmogodišnja osnovna škola, a 5 godina kasnije i druga. Treća i četvrta osnovna škola otvorene su 1959., odnosno 1966. godine. Od 1953. u gradu postoji i osnovna glazbena škola.

## Kultura
Bogati fond Narodne biblioteke, osnovane 1932. godine, čini oko 100.000 naslova. Muzej Semberije osnovan je 1970. godine s posebnim osvrtom na bogata arheološka nalazišta na tlu Semberije. Etno-selo Stanišići.

## Šport
- FK Radnik Bijeljina
- OFK Zenit Bijeljina
- RK Bijeljina
- KK Budućnost Bijeljina
- KK Radnik Bijeljina
- OK Radnik Bijeljina

Od 2008. održava se međunarodni nogometni turnir Stopama Save Miloševića.

## Vanjske poveznice
- Sve o Bijeljini na jednom mjestu  (srp.)
- Skupština Općine Bijeljina (srp.)
- Općina Bijeljina (srp.)
- Bijeljina Danas (srp.)
- Sveučilište u Bijeljini (srp.)